# Cumberland (Kentucky)
Cumberland – miasto w Stanach Zjednoczonych, w stanie Kentucky, w hrabstwie Harlan.